# Guillermo Cañas
Guillermo Cañas (Tapiales, provincie Buenos Aires, 25 november 1977) is een Argentijns voormalig professioneel tennisser.
Hij is geboren in Tapiales, een voorstad van de provincie Buenos Aires en woont er tot op de dag van vandaag nog steeds.
In zijn carrière heeft hij zeven titels behaald in het enkelspel en twee in het dubbel.
Hij was voor relatief korte tijd een van de weinige tennissers die vaker van Roger Federer hadden gewonnen dan verloren. De laatste twee ontmoetingen werden echter eenvoudig gewonnen door Federer (6-0; 6-3 in Madrid en 6-3; 6-3 in Rome) waarmee Federer de onderlinge stand tot 3-3 bracht. Net zoals vele andere Argentijnse spelers is Cañas in verband gebracht met doping. Hiervoor heeft hij een straf van 15 maanden uitgezeten.

## Palmares
| Legenda                       | Legenda               |
| ----------------------------- | --------------------- |
| Grand Slam                    |                       |
| Olympische Spelen             |                       |
| tot 2009                      | vanaf 2009            |
| Tennis Masters Cup            | ATP Finals            |
| ATP Masters Series            | ATP Tour Masters 1000 |
| ATP International Series Gold | ATP Tour 500          |
| ATP International Series      | ATP Tour 250          |

### Enkelspel
| Nr.                          | Datum             | Toernooi            | Ondergrond    | Tegenstander in finale   | Score                   | Details |
| ---------------------------- | ----------------- | ------------------- | ------------- | ------------------------ | ----------------------- | ------- |
| Gewonnen finales             |                   |                     |               |                          |                         |         |
| 1.                           | 15 april 2001     | ATP Casablanca      | Gravel        | Tommy Robredo            | 7-5, 6-2                | Details |
| 2.                           | 6 januari 2002    | ATP Chennai         | Hardcourt     | Paradorn Srichaphan      | 6-4, 7-62               | Details |
| 3.                           | 4 augustus 2002   | ATP Toronto         | Hardcourt     | Andy Roddick             | 6-4, 7-5                | Details |
| 4.                           | 18 juli 2004      | ATP Stüttgart       | Gravel        | Gastón Gaudio            | 5-7, 6-2, 6-0, 1-6, 6-3 | Details |
| 5.                           | 25 juli 2004      | ATP Umag            | Gravel        | Filippo Volandri         | 7-5, 6-3                | Details |
| 6.                           | 3 oktober 2004    | ATP Shanghai        | Hardcourt     | Lars Burgsmüller         | 6-1, 6-0                | Details |
| 7.                           | 18 februari 2007  | ATP Costa do Sauipe | Gravel        | Juan Carlos Ferrero      | 7-64, 6-2               | Details |
| Verloren finales             |                   |                     |               |                          |                         |         |
| 1.                           | 25 april 1999     | ATP Orlando         | Gravel        | Magnus Norman            | 0-6, 3-6                | Details |
| 2.                           | 24 juni 2001      | ATP Rosmalen        | Gras          | Lleyton Hewitt           | 3-6, 4-6                | Details |
| 3.                           | 22 juli 2001      | ATP Stüttgart-1 (1) | Gravel        | Gustavo Kuerten          | 3-6, 2-6, 4-6           | Details |
| 4.                           | 14 oktober 2001   | ATP Wenen (1)       | Hardcourt (i) | Tommy Haas               | 2-6, 6-74, 4-6          | Details |
| 5.                           | 14 april 2002     | ATP Casablanca      | Gravel        | Younes El Aynaoui        | 6-3, 3-6, 2-6           | Details |
| 6.                           | 21 juli 2002      | ATP Stüttgart (2)   | Gravel        | Michail Joezjny          | 3-6, 6-3, 6-3, 4-6, 4-6 | Details |
| 7.                           | 17 oktober 2004   | ATP Wenen (2)       | Hardcourt (i) | Feliciano López          | 4-6, 6-1, 5-7, 6-3, 5-7 | Details |
| 8.                           | 1 april 2007      | ATP Miami           | Hardcourt     | Novak Djokovic           | 3-6, 2-6, 4-6           | Details |
| 9.                           | 29 april 2007     | ATP Barcelona       | Gravel        | Rafael Nadal             | 3-6, 4-6                | Details |
| Gewonnen finales challengers |                   |                     |               |                          |                         |         |
| 1.                           | 8 december 1996   | Santiago (1)        | Gravel        | Franco Squillari         | 7-6, 6-1                |         |
| 2.                           | 7 september 1997  | Santa Cruz          | Gravel        | Márcio Carlsson          | 6-2, 4-6, 6-2           |         |
| 3.                           | 5 oktober 1997    | Santiago (2)        | Gravel        | Dennis van Scheppingen   | 4-6, 7-5, 6-3           |         |
| 4.                           | 26 april 1998     | Espinho             | Gravel        | Mariano Puerta           | 6-1, 2-6, 6-2           |         |
| 5.                           | 20 september 1998 | Florianopolis       | Gravel        | Márcio Carlsson          | 6-2, 7-5                |         |
| 6.                           | 11 januari 2004   | Nieuw-Caledonië     | Hardcourt     | Todd Reid                | 6-4, 6-3                |         |
| 7.                           | 17 september 2006 | Belem               | Gravel        | Carlos Berlocq           | 4-6, 6-2, 7-68          |         |
| 8.                           | 29 oktober 2006   | Montevideo          | Gravel        | Nicolás Lapentti         | 2-6, 6-3, 7-63          |         |
| 9.                           | 12 november 2006  | Buenos Aires        | Gravel        | Martín Vassallo Argüello | 6-3, 6-4                |         |
| 10.                          | 19 november 2006  | Asuncion            | Gravel        | Flávio Saretta           | 6-4, 6-1                |         |
| 11.                          | 7 januari 2007    | São Paulo-1         | Hardcourt     | Diego Hartfield          | 6-3, 6-4                |         |

### Dubbelspel
| Nr.                              | Datum            | Toernooi         | Ondergrond    | Partner           | Tegenstanders in finale         | Score          | Details |
| -------------------------------- | ---------------- | ---------------- | ------------- | ----------------- | ------------------------------- | -------------- | ------- |
| Gewonnen finales                 |                  |                  |               |                   |                                 |                |         |
| 1.                               | 29 augustus 1999 | ATP Boston       | Hardcourt     | Martin Garcia     | Marius Barnard T.J. Middleton   | 5-7, 7-62, 6-3 | Details |
| 2.                               | 22 juli 2001     | ATP Stüttgart-1  | Gravel        | Rainer Schüttler  | Michael Hill Jeff Tarango       | 4-6, 7-61, 6-4 | Details |
| Gewonnen challengers herendubbel |                  |                  |               |                   |                                 |                |         |
| 1.                               | 12 november 1998 | Buenos Aires (1) | Gravel        | Martín García     | Alberto Martín Salvador Navarro | 6-7, 6-1, 6-4  |         |
| 2.                               | 4 april 1999     | Barletta         | Gravel        | Javier Sánchez    | Gastón Gaudio Hernán Gumy       | 4-6, 6-2, 6-2  |         |
| 3.                               | 21 november 1999 | Buenos Aires (2) | Gravel        | Martín García     | Paul Rosner Dušan Vemić         | 6-4, 6-4       |         |
| 4.                               | 10 december 2000 | Costa Rica       | Gravel        | Adrián García     | Devin Bowen Brandon Coupe       | 7-65, 6-1      |         |
| 5.                               | 16 november 2008 | Dnipro           | Hardcourt (i) | Dmitri Toersoenov | Łukasz Kubot Oliver Marach      | 6-3, 7-65      |         |

## Prestatietabel
| Legenda | Legenda                          |
| ------- | -------------------------------- |
| g.t.    | geen toernooi gehouden           |
| l.c.    | lagere categorie                 |
| –       | niet deelgenomen                 |
| G       | uitgeschakeld in de groepsfase   |
| 1R      | uitgeschakeld in de eerste ronde |
| 2R      | uitgeschakeld in de tweede ronde |
| 3R      | uitgeschakeld in de derde ronde  |
| 4R      | uitgeschakeld in de vierde ronde |
| KF      | uitgeschakeld in de kwartfinale  |
| HF      | uitgeschakeld in de halve finale |
| F       | de finale verloren               |
| W       | het toernooi gewonnen            |
| w-v     | winst/verlies-balans             |

### Prestatietabel grand slam, enkelspel
| Toernooi        | 1998 | 1999 | 2000 | 2001 | 2002 | 2003 | 2004 | 2005 | 2007 | 2008 | 2009 |
| --------------- | ---- | ---- | ---- | ---- | ---- | ---- | ---- | ---- | ---- | ---- | ---- |
| Australian Open | –    | 1R   | 1R   | 2R   | 3R   | 2R   | 4R   | 4R   | –    | –    | 2R   |
| Roland Garros   | –    | 2R   | 1R   | 4R   | KF   | –    | 1R   | KF   | KF   | 1R   | –    |
| Wimbledon       | 2R   | 2R   | 1R   | 4R   | 2R   | –    | 1R   | –    | 3R   | 1R   | 2R   |
| US Open         | 2R   | 2R   | –    | 2R   | –    | –    | 3R   | –    | 2R   | 1R   | –    |

### Prestatietabel grand slam, dubbelspel
| Toernooi        | 2000 | 2001 | 2002 | 2003 | 2004 | 2005 | 2007 | 2008 | 2009 |
| --------------- | ---- | ---- | ---- | ---- | ---- | ---- | ---- | ---- | ---- |
| Australian Open | 1R   | –    | 3R   | 1R   | –    | –    | –    | –    | 1R   |
| Roland Garros   | –    | –    | –    | –    | –    | –    | –    | –    | –    |
| Wimbledon       | –    | –    | –    | –    | –    | –    | –    | 1R   | –    |
| US Open         | –    | –    | –    | –    | 1R   | –    | –    | 2R   | –    |